# きざきかおる
きざき かおる（1974年 - ）は、日本の児童文学作家。

## 来歴
岩手県出身。一関商工高等学校（現・一関学院高等学校）卒業。
2006年、『怪盗ゴースト 呪われた首飾り』で第2回福永令三児童文学賞金賞を受賞。

## 作品
- 『怪盗ゴースト 呪われた首飾り』（新風舎） 2006年10月 ISBN 4289009840
- 『怪盗ゴースト 豪華客船殺人事件』（新風舎） 2007年5月 ISBN 4289024262